# بحيرة توندانو
بحيرة توندانو هي أكبر بحيرة في في مقاطعة سولاوسي الشمالية في سولاوسي في إندونيسيا.
تقع البحيرة على بعد حوالي 36 كم من مدينة مانادو، وترتفع بحوالي 600 متر فوق مستوى سطح البحر.
في السنوات الأخيرة وردت تقارير عن انخفاض مستويات المياه في بحيرة توندانو، من 1934م عندما كانت بمستوى 40 مترا، إلى 1993م حيث سجلت بمستوى 23 متر، ثم سجلت قراءة جديدة بلغت 18 مترا في عام 1996، وبعدها سجل مستوى 12 مترا في عام 2010.
أسماك القرع النصفية متوطنة في البحيرة.